# Isola Farnese

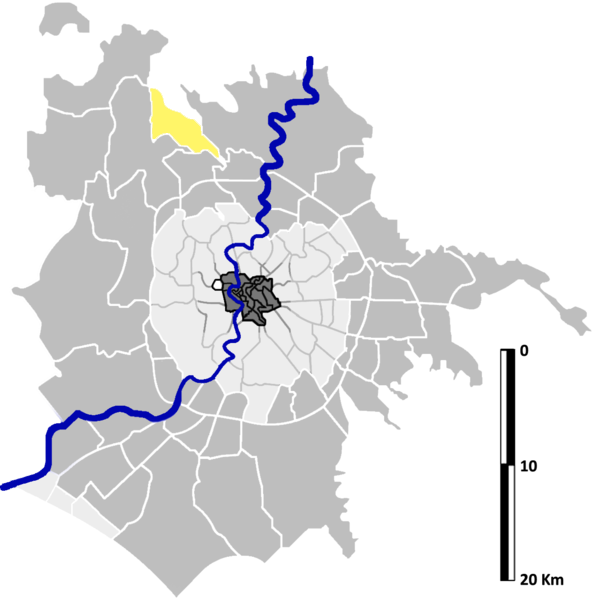
Lage von Isola Farnese in Rom

Isola Farnese bezeichnet die 55. Zone, abgekürzt als Z.LV, der italienischen Hauptstadt Rom. Im Gegensatz zu den Rioni, Quartieri und Suburbi sind es die ländlicheren Gebiete von Rom. Sie gehört zum Municipio XV und zählt 3908 Einwohner (2016). Sie befindet sich im Nordwesten der Stadt außerhalb der römischen Ringautobahn A90 und hat eine Fläche von 14,0279 km².

## Geschichte
Isola Farnese wurde am 13. September 1961 durch Beschluss des Commissario Straordinario gegründet. Damals wurde der Ager Romanus in 59 Zonen geteilt, denen eine römische Zahl zugeteilt wurde und ein Z vorgestellt wurde. Davon wurden sechs an die neugegründete Gemeinde Fiumicino komplett ausgegliedert und drei weitere teilweise.